# JUDGEMENT SILVERSWORD
『JUDGEMENT SILVERSWORD』(ジャッジメントシルバーソード)とは、M-KAIが開発した縦スクロールシューティングゲーム。

## 概要
ワンダースワンのプログラム開発ソフトワンダーウィッチのソフトウェアコンテスト「WWGP2001」でグランプリを受賞。ワンダースワンカラーおよびスワンクリスタル専用で、縦向きに持ってプレイするスタイルとなっており、アーケードゲームの縦スクロールSTGのような感覚を味わえる。携帯ゲーム機の作品でありながら、シンプルなゲームシステムと各ステージでの充実した内容であった。
その後、『JUDGEMENT SILVERSWORD -Rebirth Edition-（ジャッジメント・シルバーソード リバースエディション）』と改題し、内容を強化してキュートから製品化された。製品版は出荷数が少なく、プレミアが付いた。その後、発売元を変え、不定期に再発売された。
また、本作品のリソースを再利用したミニゲームSTG『CARDINAL SINS（カーディナル・シンズ）』も作られた。
なお、WWWGP2001投稿版、及び『CARDINAL SINS』はワンダーウィッチ上で実行できるリソースファイルとして配布されている。
デフォルトで設定されているスコアネームは、これまでにM-KAIが作成したゲームの名前に由来している。

## システム
前方ショット、左右に広がるワイドショット、円形のシールド（敵弾を防ぐ、敵にダメージを与える）であるフォースフィールドの三種類を駆使し、タイムアタック形式となっている各面を攻略する。
ゲームをプレイした時間によりOPTIONの項目が充実し、攻略がやりやすくなるようになっている。

## バリエーション

### フリーソフト
- JUDGEMENT SILVERSWORD （WWGP2001提出版）
- JUDGEMENT SILVERSWORD （上記作品のバグ修正版rev.1227）
- CARDINAL SINS -JUDGEMENT SILVERSWORD Recycle Edition- （上記作品のサウンド、グラフィック等のリソースを再利用したミニゲーム縦STG）

### 製品版
- JUDGEMENT SILVERSWORD -Rebirth Edition- 一期生産版　2004年Qute発売
- JUDGEMENT SILVERSWORD -Rebirth Edition- 二期生産版（受注生産）　2004年Qute発売
- JUDGEMENT SILVERSWORD -Rebirth Edition- （再発版）2005年Glep発売